# Birkebeiner
Birkebeiner o Fazione dei Birkebein (norreno: Birkibeinar; norvegese: Birkebeinarane (nynorsk) o Birkebeinerne (bokmål)) è una fazione ribelle norvegese nata nel 1174 attorno al pretendente al trono di Norvegia Eystein Meyla. Il nome deriva dalla propaganda della fazione inizialmente al potere, legata ad Erling Skakke, secondo cui i Birkebeiner fossero così poveri da avere le scarpe fatte di corteccia di betulla (in norreno birken significava betulla e beiner gambe). Anche se concepito come soprannome dispregiativo i Birkebeiner stessi continuarono ad usare questo nome anche dopo aver conquistato il potere nel 1184.

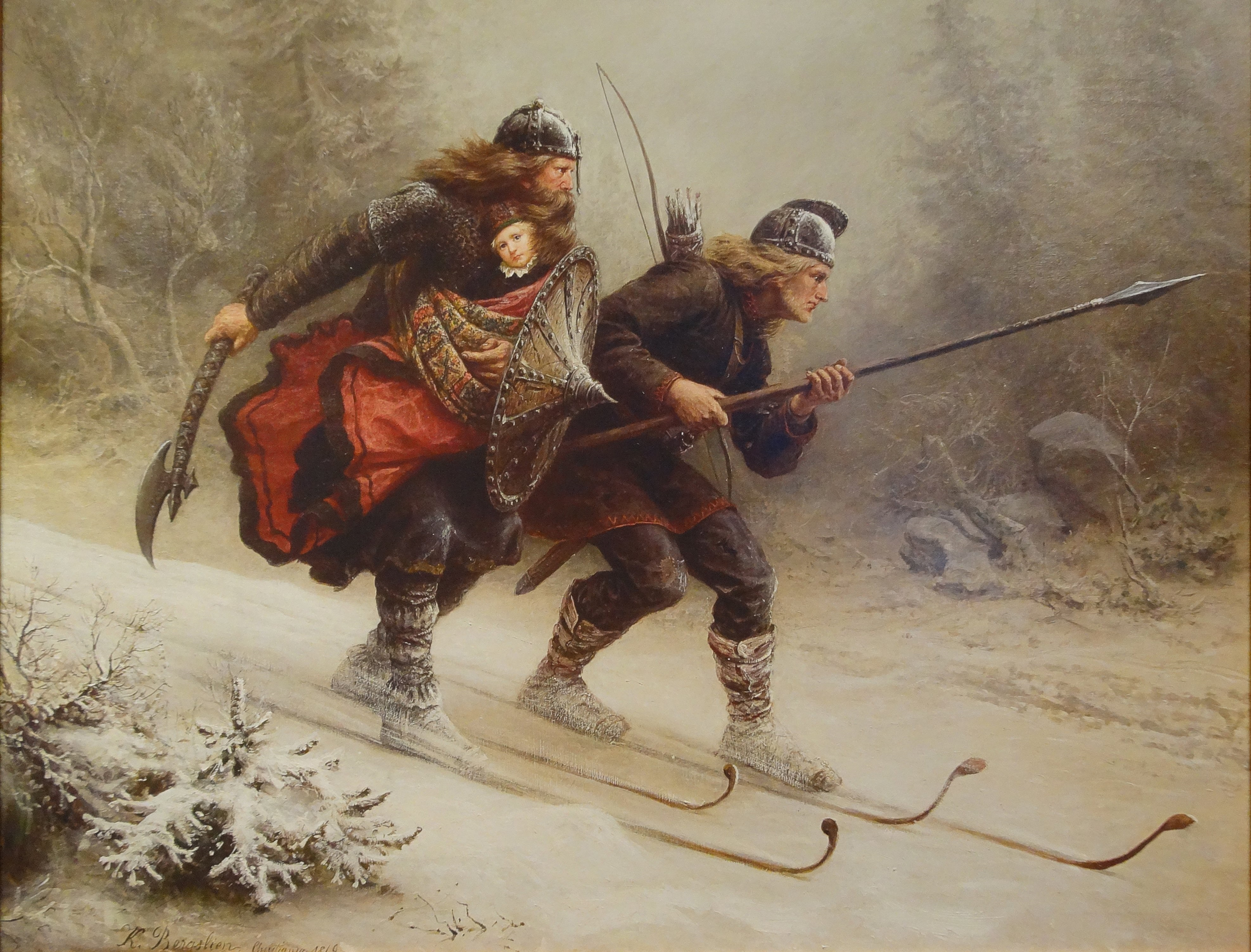
Il piccolo erede al trono Haakon Haakonsson viene portato in salvo dai Bagler da due guerrieri Birkebeiner sugli sci durante una tempesta di neve. "Birkebeinerrennet" di Knud Bergslien (1869)

Oggigiorno i Birkebeiner vengono celebrati per aver tratto in salvo dai Bagler Haakon Haakonsson, erede al trono di Norvegia, all'età di due anni, da Lillehammer a Østerdalen in un lungo e pericoloso viaggio durante una bufera di neve viaggiando con degli sci. Questo evento viene ancora ricordato in uno degli eventi più importanti della Norvegia: il Birkebeinerrennet, la gara di sci Birkebeiner. Lo stesso evento viene celebrato anche negli Stati Uniti dove prende il nome di American Birkebeiner (Birkie).

## Antefatti
Il termine Guerre civili norvegesi o Epoca delle guerre civili (borgerkrigstida) è un termine usato per definire quel periodo storico che va dal 1130 al 1240 della Storia della Norvegia. Durante questo periodo ci furono numerosi conflitti di differente scala e intensità. Anche se i Birkebeiner partirono nettamente più deboli e svantaggiati nel conflitto riuscirono in breve ad ottenere maggior potere della fazione rivale e a mantenere il controllo del conflitto durante l'intera sua durata. Re Haakon IV di Norvegia fu colui che condusse definitivamente alla vittoria i Birkebeiner nel 1217 quando si dichiarò Re di Norvegia a Nidaros. All'inizio del suo regno, però, gran parte del potere era nelle mani di Skule Bårdsson. Nel 1239 il conflitto tra i due si evolse in una guerra aperta che, con la sconfitta e la morte di Skule nel 1240, porto alla fine delle Guerre civili.
Le cause di questi conflitti vanno ricercate nella poco chiara legge di successione norvegese, nella condizione sociale del regno e nelle lotte tra il Papato e l'Impero. Nacquero due fazioni che inizialmente ebbero svariati nomi ma che col passare degli anni si identificarono in Bagler e Birkebeiner. Le due fazioni si scontrarono sempre attorno alle dispute sulla discendenza reale. Infatti i capi delle due fazioni furono sempre dei pretendenti al trono.